# Brug 685
Brug 685 is een kunstwerk in Amsterdam Nieuw-West.
De brug ligt in de Schipluidenlaan over een gracht vlak voordat zij de Ringspoorbaan kruist om vervolgens verder over te gaan in de Pieter Calandlaan. Ze overspande hier sinds eindjaren vijftig een relatief grote duiker. Deze lag in die gracht die aan de oostelijke kant parallel liep aan de Ringspoorbaan en leidde naar de noordkant van de Cornelis Lelylaan, alwaar eenzelfde duiker lag.
Deze gracht kreeg bij de bouw van Station Amsterdam Lelylaan een betonnen oever met groene leuningen en een fietspad aan de kant van het station. In 2012 werd het busstation dat onder het metro- en spoorstation verplaatst, waarbij het gehele terrein ten oosten van het station onder het zand verdween. De noordkant van de duiker verdween daarbij eveneens onder het zand. Het enige dat daarna nog aan de brug herinnert is de balustrade aan de zuidkant van de brug en het uiterlijk van de duiker aan diezelfde kant met brugplaatje. De duiker zelf lijkt daarbij geheel dichtgemetseld.

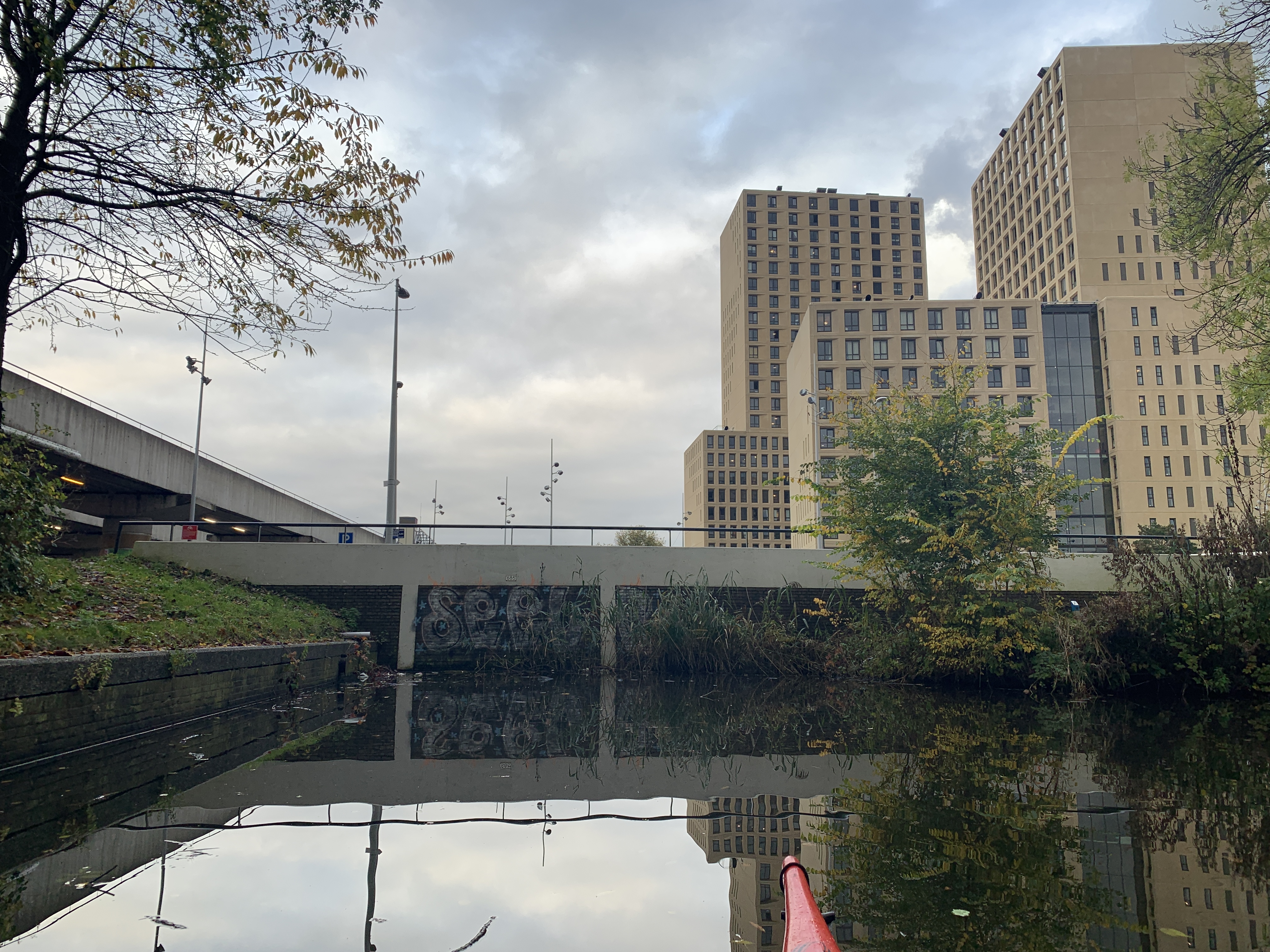
Restant brug 685, gezien naar Little Manhattan

<<< · 600 · 601 · 602 · 603 · 604 · 605 · 606 · 607 · 608 · 609 · 610 · 611 · 612 · 613 · 614 · 615 · 616 · 617 · 618 · 619 · 620 · 621 · 622 · 623 · 624 · 626 · 627 · 628 · 629 · 630 · 631 · 632 · 633 · 634 · 635 · 636 · 637 · 638 · 639 · 643 · 651 · 652 · 653 · 655 · 656 · 657 · 658 · 659 · 660 · 661 · 662 · 663 · 664 · 665 · 666 · 667 · 668 · 669 · 670 · 671 · 673 · 674 · 675 · 676 · 677 · 678 · 679 · 681 · 682 · 683 · 684 · 685 · 687 · 688 · 689 · 690 · 691 · 692 · 695 · 696 · 699 · >>>
Verdwenen brugnummers: 625 (afgebroken brug Sam van Houtenstraat), 640, 644, 645, 646, 647, 648, 650, 672 (duiker Cornelis Lelylaan, Rembrandtpark), 694, 698.
Nooit gebouwd: 649, 680 (nooit gebouwde brug Sloterplas).
Brugnummers 641, 642, 654, 686, 693, 694 en 697 zijn onbekend.